# Money Monitor
Le Money Monitor est un système d'information financière en direct lancé en 1971 par l'agence de presse Reuters et réservé au marché des changes.

## Historique
En 1971, les États-Unis annoncent la fin de la convertibilité du dollar par rapport à l'or et du régime des parités de change fixes. C'est la naissance du marché des changes et du marché des taux d'intérêt. Pour y répondre, Reuters créé en 1971 le service Money Monitor. 
Il s'inscrit dans la politique de diversification débutée au début des années 1960, et concrétisée par le lancement le 23 avril 1964 avec la société Ultronics Systems du Stockmaster, pour diffuser à distance les cours des actions.
À Paris, le service Money Monitor compte immédiatement plus de 150 clients, dont les banques nationalisées. Cette activité va faire la fortune de Reuters en lui permettant de transformer en profondeur sa base de clientèle, qui sera très vite constituée à 90 % de banques et d'entreprises. 
Le "Money Monitor" a contribué à la forte croissance de Reuters entre 1964 et 1984, lancée par son directeur général Gerald Long, élu en 1963, qui la voit développer une très large clientèle dans le monde de la finance.
De 1976 à 1980, les recettes de Reuters doublent, en seulement quatre ans.